# South Park Rally
 (septembre 2017).
Si vous disposez d'ouvrages ou d'articles de référence ou si vous connaissez des sites web de qualité traitant du thème abordé ici, merci de compléter l'article en donnant les références utiles à sa vérifiabilité et en les liant à la section « Notes et références ».
South Park Rally est un jeu vidéo de course sorti en 2000 sur PlayStation, Nintendo 64, Dreamcast et sous Windows. Le jeu a été développé par Tantalus Interactive et édité par Acclaim. Il est basé sur la série télévisée d'animation South Park.

## Version Nintendo 64
La version Nintendo 64 est plus limitée que les autres versions du jeu. Ni les personnages de Kukrapok, Sheila Broflovski et Liane Cartman, ni leurs skins n'apparaissent dans cette version. Le godemichet a été supprimé dans cette version, ainsi que dans la version PlayStation.